# Rodrigo Godoy
Rodrigo Alejandro Godoy Tapia (Graneros, Región de O'Higgins, 7 de septiembre de 2005) es un futbolista chileno que juega como delantero en O'Higgins  de la Primera División de Chile.

## Trayectoria

### O'Higgins
El 7 de julio de 2024, Godoy se consagra campeón del torneo Sub-20, venciendo a Cobresal por 4-2.
A fines de 2024 disputa la final de la Supercopa de proyección frente a Colo-Colo tras el empate a 2 goles, obtienen la victoria en lanzamientos penales, clasificando nuevamente a la Copa Libertadores Sub-20 que se jugó en 2025 con sede en Paraguay.
En 2025 es subido al primer equipo de O'Higgins bajo las órdenes del técnico Francisco Meneghini. Debutó en el fútbol profesional el 25 de enero, en un partido contra Rangers válido por la primera fecha de la Copa Chile 2025 jugado en el Estadio Municipal Jorge Silva Valenzuela de San Fernando con victoria para el cuadro celeste por 3-1.

## Selección nacional

### Selecciones menores
Ha sido citado en varias ocasiones a microciclos por la Sub-20 bajo las órdenes del técnico Nicolás Cordova con miras al Mundial Sub-20 2025 que se realizará en Chile.

## Estadísticas
| Club              | Div.          | Temporada     | Liga  | Liga  | Copas nacionales | Copas nacionales | Torneos internacionales | Torneos internacionales | Total | Total |
| Club              | Div.          | Temporada     | Part. | Goles | Part.            | Goles            | Part.                   | Goles                   | Part. | Goles |
| ----------------- | ------------- | ------------- | ----- | ----- | ---------------- | ---------------- | ----------------------- | ----------------------- | ----- | ----- |
| O'Higgins · Chile | 1.ª           | 2025          | 15    | 0     | 6                | 0                | 0                       | 0                       | 21    | 0     |
| O'Higgins · Chile | Total club    | Total club    | 15    | 0     | 6                | 0                | 0                       | 0                       | 21    | 0     |
| Total carrera     | Total carrera | Total carrera | 15    | 0     | 6                | 0                | 0                       | 0                       | 21    | 0     |
| 1. 2.             |               |               |       |       |                  |                  |                         |                         |       |       |